# Paul Johann Anselm von Feuerbach

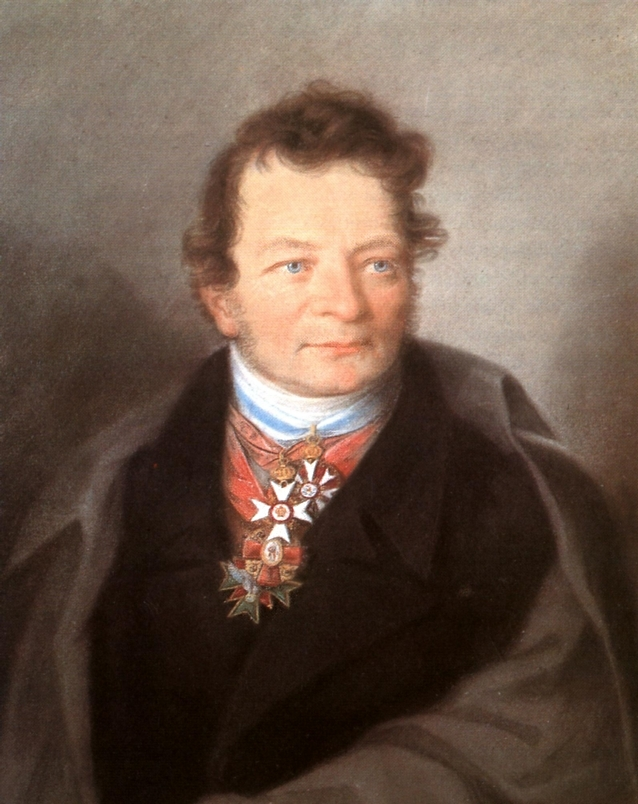
Anselm von Feuerbach

Paul Johann Anselm Feuerbach, ab 1808 Ritter von Feuerbach (* 14. November 1775 in Hainichen bei Jena; † 29. Mai 1833 in Frankfurt am Main) war ein deutscher Rechtsgelehrter und Kriminalist. Er gilt als Begründer der modernen deutschen Strafrechtslehre sowie der sogenannten Theorie des psychologischen Zwangs und ist Schöpfer des bayerischen Strafgesetzbuches von 1813. Bekannt geworden ist Anselm von Feuerbach auch als Obervormund und Gönner von Kaspar Hauser, über den er 1832 das Buch Kaspar Hauser. Beispiel eines Verbrechens am Seelenleben des Menschen veröffentlichte.

## Abstammung
Anselm Feuerbach wurde als erstes Kind der Sophie Sibylle Christina Krause (* 18. August 1751; † 20. September 1797) und des Johann Anselm Feuerbach (* 19. Februar 1755; † 1. März 1827) am 14. November 1775 in Hainichen bei Jena unehelich geboren. Die väterliche Familie – überwiegend Theologen und Juristen – ist in der Wetterau seit dem 17. Jahrhundert nachgewiesen. In Frankfurt findet sie sich seit 1719. Johann Philipp Feuerbach, kaiserlicher Notar und Landamts-Actuar ist der erste einer Reihe von Juristen, zu denen auch Feuerbachs Vater Johann Anselm gehörte. Während seines Studiums in Jena lernte der Vater die viereinhalb Jahre ältere Tochter des Kommissionsrates Krause kennen, der ebenfalls Jurist war. In dessen Ahnenreihe befand sich unter anderem auch der berühmte Jurist Johann Salomon Brunnquell. Die Vaterschaft wurde erst mit der Heirat der Eltern im Jahr 1777 anerkannt, weil Feuerbachs Großvater sich der Eheschließung lange widersetzte. Mutter und Kind verblieben in Jena, der Vater setzte sein Studium in Gießen fort, promovierte dort am 11. April 1778 und kehrte nach Frankfurt zurück. Dann holte er seine Familie nach und eröffnete dort eine Anwaltskanzlei. Er war ein jähzorniger und unbeherrschter Mann, der seinen Sohn häufig schlug: „Über der Kindheit des Sohnes .... hängt dauernd der Jähzorn des Vaters wie eine drohende Gewitterwolke.“ Das Verhältnis zum Vater verbesserte sich spätestens ab 1796, als er ihm sein Buch über die Kritik des natürlichen Rechts widmete:
„Mein Vater! Freudig ergreife ich diese Gelegenheit, Ihnen ein kleines Denkmal kindlicher Verehrung aufzurichten. Es ist freilich nur gering und ich wünschte, Ihnen einen bessern, lebendigern Beweis meiner Dankbarkeit und Liebe geben zu können. Aber „eine kleine Gabe erfreut auch“, wenn ihr das Herz des Gebers und des Nehmers einen Werth zu erteilen vermag.“
Nach dem Tod der Mutter (20. September 1797) und den ersten juristischen Veröffentlichungen verbesserte sich langsam das Verhältnis zwischen Vater und Sohn. Danach entwickelte sich ein lebhafter Briefverkehr zwischen beiden, der von gegenseitigem Respekt aber auch der ständigen Kritikfreude des Vaters gekennzeichnet ist.

## Schulzeit und Studienjahre
Seit Herbst 1784 besuchte Feuerbach das Frankfurter Gymnasium, in dem er sich „von allen anderen (durch) eine mundartfreies, gewähltes, mit lateinischen Zitaten geschmücktes Deutsch“ auszeichnete. „….. Er war gleich leidenschaftlich in Übermut und in Lernbegier, und machte er in der Schule tolle Streiche, so musste er zu Hause über den Büchern durchwachte Nachtstunden mit Prügeln büßen. Feuerbach hat dieser Prügelpädagogik noch später mit Erbitterung gedacht …“
Als am 22. Oktober 1792 die französische Armee nach der Eroberung von Mainz vor Frankfurt stand, zog er mit anderen Jugendlichen in deren Zeltlager und zog gemeinsam mit ihnen unter Absingen der Marseillaise in die Stadt ein. Kurz danach kam es zu Hause zu einem Streit auch mit seiner Mutter, an dessen Ende er mithilfe von Freunden aus dem Elternhaus zunächst ins revolutionäre Mainz und von dort nach Jena floh, wo der mütterliche Großvater Paul Krause ihn in seinem Haus aufnahm. Dessen Stellung als Weimarer Kommissionsrat verschaffte ihm auch außerhalb der Universität Zugang zur Gesellschaft. Dort wurde er am 17. Dezember 1792 als Jurastudent immatrikuliert, eingeschrieben als „Paul. Henr. Anselm Feuerbach, Francofurtensis“ am 3. Dezember 1792 (Matrikel der Universität Jena 1764–1801). Dem Vater trat er danach jahrelang nicht mehr unter die Augen, mit der Mutter hielt er heimlich Kontakt. Diese Episode zeigt sein großes Freiheitsbedürfnis, das sich nicht nur in seinem persönlichen Verhalten, sondern auch in seinem Werk widerspiegelt.
Jena war in dieser Zeit eine bedeutende Universität, an der Friedrich Schiller, Johann Gottlieb Fichte, und ab 1796 August Wilhelm Schlegel wirkten. Der Jurist Gottlieb Hufeland gab gemeinsam mit dem Philologen Christian Gottfried Schütz die Allgemeine Literatur-Zeitung heraus. Goethe hielt sich fast jedes Jahr wochen – und monatelang dort auf, so etwa von Januar bis Juni 1795, vor allem, um dort mit Schiller zusammenzuarbeiten: „Hier sind gute Musen“.
Auf dem Hintergrund der französischen Revolution politisierten sich auch die studentischen Verhältnisse in Jena, die am 19. Juni 1792 mit dem Auszug der Jenensischen Landsmannschaften ihren Gipfel fand, als sich die Regierung in Weimar einigen Forderungen der Studenten beugen musste. Auch 1795 gab es Studentenunruhen.
Feuerbach begann 1792 mit dem Philosophiestudium, eine Wahl, gegen die der Vater sich anfangs sperrte. 1794 hatte er die Korrespondenz mit dem Vater wieder aufgenommen und erhielt von ihm auch finanzielle Unterstützung. Obwohl er das Studium am 12. September 1795 mit einer erfolgreichen Promotion abschloss, kritisierte der Vater den Wunsch, eine akademische Karriere in philosophischen Fach weiterzuverfolgen, sodass Feuerbach sich gegen große innere Widerstände entschloss, als weiteres Fach Jura zu studieren: »Die Jurisprudenz war mir von meiner frühesten Jugend an in der Seele zuwider und auch noch jetzt bin ich von ihr als Wissenschaft nicht angezogen.«
Neben dem Jurastudium veröffentlichte er sowohl philosophische wie juristische Texte und schloss es nach nur vier Semestern am 12. September 1795 mit einer weiteren Promotion ab. Diese umfasste gleichzeitig die Lehrerlaubnis, sodass er zugleich Privatdozent der Rechte wurde und im Sommersemester 1799 den Vorlesungsbetrieb aufnehmen konnte. Danach wurde er mit seiner Untersuchung über das Verbrechen des Hochverrats (Erfurt 1798) ehrenvoll habilitiert.
Ende Juni 1799 sowie im April und August 1800 hielt sich auch der vier Jahre jüngere Friedrich Carl von Savigny in Jena auf, wo er Vorlesungen von Feuerbach hörte – „die beiden Antipoden, welche die deutsche Rechtswissenschaft in gleichem Maße, aber im entgegengesetzten Sinne beeinflussen sollten, der eine wurzelnd in der kantisch fortgebildeten Aufklärung, der Romantik eng verbunden der andere; jener der vernunftsgläubige und tatenfrohe Gesetzgeber, dieser der das geschichtliche Werden ehrfürchtig belauschende Gegner gesetzgeberischer Willkür …“.

## Universitätsprofessor, Ministerialbeamter und Tätigkeit bei Gesetzentwürfen

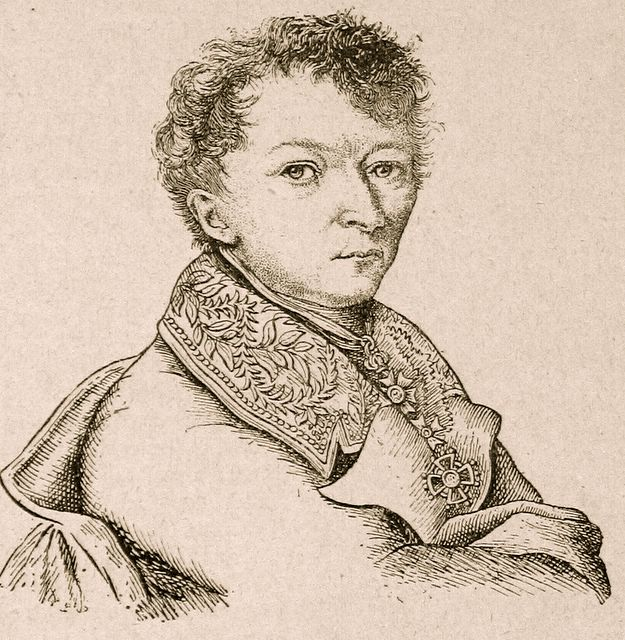
Paul Johann Anselm Ritter von Feuerbach, unbekannter Maler, 19. Jhdt.

Im Jahr 1801 erhielt er an der Universität von Jena eine außerordentliche Professur der Rechte, womit der Eintritt in den dortigen Schöppenstuhl verbunden war, und bald darauf die ordentliche Professur des Lehnrechts.
1802 folgte er dem Ruf der Christian-Albrechts-Universität zu Kiel.
1804 wechselte er an die Universität Landshut, wo er den Auftrag bekam, den Entwurf zu einem bayerischen Strafgesetzbuch auszuarbeiten. Die Berufung nach Landshut entsprang einer von Max I. Joseph unterstützten Empfehlung des Grafen Montgelas, einige wenige Universitäten in ihrem Wachstum zu unterstützen und kleinere (Altdorf, Innsbruck, Dillingen, Bamberg, Salzburg, Aschaffenburg etc.) zu schließen. Die Hochschulen sollten den modernen wissenschaftlichen Ansprüchen der Aufklärung genügen, revolutionäre Gedanken hingegen ferngehalten werden. So berief Montgelas vor allem „die Vertreter der Aufklärungspartei – wenn man sie so nennen darf – unter ihrem Landshuter Sprecher, dem Universitätsrektor Gönner.“ Sie stammten oft aus dem Norden, und waren Protestanten wie Savigny: „Von 1802 bis etwa 1811 war Landshut eine der lebendigsten und interessantesten deutschen Hochschulen.“
1805 wurde er – auf Betreiben von Montgelas, dem bayerischen Minister für auswärtige Angelegenheiten – als Geheimer Referendar in das Ministerialjustiz- und Polizeidepartement nach München versetzt, 1806 zum ordentlichen Mitglied jenes Departements und 1808 zum Wirklichen Geheimen Rat ernannt. Bereits 1806 tat Feuerbach durch seinen Entwurf zur Abschaffung der Folter den ersten Schritt zur Beseitigung der Missstände in der bayerischen Kriminaljustiz. Sie wurde im gleichen Jahr durch königliche Anweisung de facto abgeschafft. Seit 1808 war er auch Ehrenmitglied der Bayerischen Akademie der Wissenschaften. Trotz ihrer unterschiedlichen wissenschaftlichen Ansätze unterstützte Feuerbach aus dem Ministerium die Berufung von Savigny nach Landshut (1808–1810), wo er selbst hin und wieder noch unterrichtete.
Am 26. Oktober 1810 wurde Feuerbach  zum Kommandeur des Zivil-Verdienst-Ordens der Baierischen Krone ernannt. Damit war die Erhebung in die unterste Stufe des Adels verbunden(Transmissionsadel mit dem Adelsprädikat „Ritter von“), die am 17. Mai 1813 durch Eintragung in die Ritterklasse vollzogen wurde. Der Titel war auf leibliche Söhne übertragbar, ein Wahlrecht, von dem keines der Kinder Feuerbachs Gebrauch gemacht hat.
Eine wesentliche Verbesserung der Rechtspflege begründete das von ihm entworfene neue Strafgesetzbuch für das Königreich Bayern (München 1813). Es empfing nach einigen Änderungen am 16. Mai 1813 die königliche Genehmigung, wurde in Sachsen-Weimar-Eisenach, Württemberg und anderen Staaten bei der Bearbeitung neuer Landesgesetzbücher zugrunde gelegt, in Oldenburg mit einigen Änderungen als Gesetzbuch angenommen und auch ins Schwedische übersetzt. Für Bayern brachte dieses Gesetzeswerk eine Humanisierung der Strafpraxis und die förmliche Abschaffung der Folter. Es galt, wenn auch mit einigen Änderungen, bis zum Inkrafttreten des Strafgesetzbuchs für das Königreich Bayern von 1861.
Gleichzeitig arbeitete Feuerbach seit 1807 auf königlichen Befehl den Code Napoléon in ein Bürgerliches Gesetzbuch für Bayern um, das 1808 und 1809 teilweise im Druck erschien, aber nicht in Kraft trat. Er empfahl Savigny als Kommentator zum „bavarisierten Code Napoléon“. Über dieses Gesetzesvorhaben kam es innerhalb des bayerischen Ministeriums zu erheblichen Auseinandersetzungen über einen, von Feuerbach vorgelegten Entwurf, der vor allem in Adelskreisen auf Widerstand stieß. Mit dem Juristen Nikolaus Thaddäus von Gönner, zuvor Rektor in Landshut und ab 1811 ebenfalls in der Gesetzgebungskommission tätig, kam es zu häufigen Auseinandersetzungen über die Frage, in welchem Umfang liberale Ideen umgesetzt werden sollten. Auch mit seinem höchsten Vorgesetzten, dem Grafen Montgelas kam es zu Missverständnissen:„Vor allem wurde der Minister immer kritischer gegenüber der politischen und taktischen Ahnungslosigkeit, mit der der große Jurist durch die ständige Berufung auf Napoleon die Gegner seines eigenen Gesetzeswerkes herausforderte. Auch ließ es Feuerbach anfangs an jeder Fähigkeit zu Kompromissen fehlen. Erst spät erkannte er die Widerstände, mit denen nicht nur er, sondern auch Montgelas zu rechnen hatte …“
Die ihm 1812 zugewiesene Redaktion des Codex Maximilianeus besorgte er gemeinschaftlich mit Adam von Aretin und dem Staatsrat Nikolaus Thaddäus von Gönner.
Bei der Wiederherstellung der deutschen Unabhängigkeit drückte Feuerbach seinen Nationalsinn durch mehrere Schriften aus, unter anderem durch die Über deutsche Freiheit und Vertretung deutscher Völker durch Landstände (Leipzig 1814).

## Richterliche Tätigkeit
Erste richterliche Erfahrungen hatte Feuerbach bereits in Jena auf dem Schöppenstuhl gesammelt. 1814 wurde er zum zweiten Präsidenten des Appellationsgerichts in Bamberg, 1817 zum ersten Präsidenten des Appellationsgerichts für den Rezatkreis in Ansbach und 1821 zum Wirklichen Staatsrat befördert.

## Kaspar Hauser
Am 26. Mai 1828 tauchte in Nürnberg aus dem Nichts ein junger Mann unter dem Namen Kaspar Hauser auf, der seine Herkunft nicht angeben konnte und dem Bürgermeister Jakob Friedrich Binder vorgestellt wurde, der Feuerbach – wohl auch in seiner Eigenschaft als Gerichtspräsident – am 11. Juli 1828 beizog. Nach unerklärbaren Stichwunden, die Hauser am vom 17. Oktober 1829 vorwies, eröffnete Feuerbach eine gerichtliche Untersuchung des Falles und ordnete gleichzeitig an, die Herkunft des jungen Mannes rechtlich zu untersuchen. Zwischenzeitlich verdichteten sich Gerüchte, der Unbekannte sei möglicherweise von Adel, und als Kind aus dem Weg geschafft worden, um einen anderen möglichen Erben zu begünstigen; vielleicht sei er aber auch ein Betrüger – Hypothesen, die auch Eingang in die deutsche und internationale Presse fanden. Im März 1831 übernahm der englische Graf Stanhope die Finanzierung für Kaspar Hausers Erziehung und Unterhalt sowie weitere Ermittlungen zu seiner Herkunft. Feuerbach wurde neben seiner Zuständigkeit für gerichtliche Ermittlungen zum Vertreter von Stanhope bestellt, veröffentlichte eine umfangreiche Schrift über den Fall (Kaspar Hauser, Beispiel eines Verbrechens am Seelenleben des Menschen) und beschäftigte Hauser seit Dezember 1832 im Appellationsgericht mit Schreibarbeiten. Kurz nach seinem Tod (29. Mai 1833) wurde Kaspar Hauser am 14. Dezember 1833 mit Stichverletzungen aufgefunden, an denen er verstarb.

## Persönliche Verhältnisse

### Heirat und Kinder

Feuerbach als Gerichtspräsident, Aquarellierte Bleistiftzeichnung von Ernst Welker, Bildunterschrift: Dies ist kein Nagel ohne Kopf/ Was wählst Du, Buckel oder Kropf?

Von Feuerbach heiratete Wilhelmine Tröster (1774–1852). Ihr Vater, der Dornburger Schloßvogt Ernst Tröster, war ein natürlicher Sohn des Herzogs Ernst August von Sachsen-Weimar. Wilhelmine (auch Mine oder Minna genannt) war zwei Jahre älter als Feuerbach (* 4. Januar 1774). Beide lernten sich 1794 kennen und im Oktober 1796 war Wilhelmine schwanger. Feuerbach fand die Zustimmung seiner Schwiegereltern, nicht aber seines Vaters zu einer Eheschließung, sodass der erste Sohn Ernst Wilhelm am 20. Dezember 1796 unehelich geboren wurde. Er starb zwei Jahre später am 2. Juni 1798.
Kurz danach heirateten die beiden auch ohne Wissen des Vaters am 16. Juni 1798 in Jena, weil ein weiteres Kind (Joseph Anselm)unterwegs war.
Feuerbach hatte mit der Herzogsenkelin fünf Söhne, die sich alle durch wissenschaftliche Tätigkeit auf verschiedenen Gebieten ausgezeichnet haben, und drei Töchter:
- Joseph Anselm Feuerbach (1798–1851), Archäologe und Philologe; dessen Sohn war der Maler Anselm Feuerbach (1829–1880)
- Karl Wilhelm Feuerbach (1800–1834), Mathematiker
- Eduard August Feuerbach (1803–1843), Rechtsgelehrter
- Ludwig Andreas Feuerbach (1804–1872), Philosoph und Anthropologe
- Friedrich Heinrich Feuerbach (1806–1880), Philologe und Philosoph
- Rebekka Magdalena, genannt Helene, Feuerbach, geschiedene von Dobeneck (1808–1891)
- Leonore Feuerbach (1809–1885)
- Elise Feuerbach (1813–1883)

### Beziehung zu Nanette Brunner
Am 18. August 1813 (mit 38 Jahren und fünf Tage nach der Geburt seiner jüngsten Tochter Elise) lernte er vermutlich im beruflichen Umkreis Nanette Brunner kennen. Sie war die Ehefrau von Hans Kaspar Karl Brunner, Oberbuchhalter bei der General-Zoll- und Mauth-Direktion in München und Königlich Bayerischer Rat und hatte ein Jahr zuvor den gemeinsamen Sohn Eduard zur Welt gebracht. Rasch entwickelte sich ein Liebesverhältnis zwischen beiden, das von Brunner geduldet wurde. Am 1. Mai 1815 kam in Bamberg der gemeinsame Sohn Anselm Brunner zur Welt, der von Feuerbach lebenslang gefördert wurde. Spätestens seither war auch Feuerbachs Frau über das Verhältnis informiert und arrangierte sich damit: „Meine Frau lebt mit Nanette wie mit ihrer besten Freundin“ schrieb er an Brunner.
Als Feuerbach am 18. März 1817 zum Ersten Präsidenten des Appellationsgerichts für den Rezatkreis zu Ansbach ernannt und dorthin versetzt wurde, blieb seine Frau Wilhelmine mit den drei Töchtern in Bamberg zurück. In Ansbach lebte Feuerbach mit Nanette Brunner, dem Stiefsohn Eduard und seinem Sohn Anselm zusammen. Im Verlauf des Jahres 1821 kam es zwischen Feuerbach und anderen Gerichtsmitgliedern zu Auseinandersetzungen, die den König veranlassten, ihn zu einer Studienreise des französischen Gerichtsverfahrens nach Paris zu entsenden. Nach seiner Rückkehr fuhr Nanette Brunner zu ihrem Mann nach München und verstarb dort am 12. November 1821. Danach drängten die Kinder den Vater, sich mit der Mutter wieder zu versöhnen, sodass sie seit 1822 wieder zusammen lebten: „Mit meiner Frau lebe ich fortwährend höchst zufrieden; sie hat mir nicht einen einzigen trüben Augenblick verursacht.“

### Stürmisches Temperament
Schon als Student war Feuerbach „heftigen Stimmungsschwankungen preisgegeben, einem beinahe zyklothymen Wechsel von Zuständen aufgeregter Heiterkeit und verzweifelter Niedergeschlagenheit, hypochondrischer Selbstverkleinerung... Solche Stimmungen und Verstimmungen ließen Feuerbachs Freundschaften zwischen Schwärmerei und Misstrauen jäh hin und wider schwanken.“
Über sich selbst schreibt er im Tagebuch vom 16. April 1794:

„Ich bin nicht stolz, wie man glaubt. Niemand kann eine geringere Meinung von sich und seinem Werte haben, als ich von mir. Aber ich habe ein rauhes und starres Wesen, ich gerate leicht in Hitze und Zorn, wenn mir in Dingen, die ich genau durchdacht habe, widersprochen wird, besonders aber, wenn ich Verachtung in dem Betragen anderer wahrnehme …….. Ich gerate dann so sehr in Hitze, dass ich mich kaum enthalten kann, mit tödlichen Waffen auf meinen Gegner loszugehen… … Ich bleibe mir in meinem äußeren Betragen nicht gleich, ein Fehler, der nicht mir, sondern meinem Temperament und meiner Melancholie zugerechnet werden kann.“

Auch in späteren Jahren zeigten sich diese Eigenschaften vor allem in Stresssituationen, so etwa bei persönlichen Begegnungen mit dem ihm grundsätzlich wohlgesonnen bayerischen König Max I. Josef, der ihn gelegentlich vor Übertreibungen warnen musste.
Auch die Kinder Feuerbachs waren mit seinen Stimmungsschwankungen vertraut. So schreibt der Sohn Eduard 1821 an seine Mutter: „Du kennst seine Aufwallung, kennst seine Hitze, die niemand zu Worte kommen lässt….“, und 1831 an seinen Bruder:  „Du siehst wohl ein, dass das väterliche Haus kein Aufenthaltsort ist für eine Gemütskranke – der Gesunde wird dort krank.“ Tatsächlich litten die Tochter Helene und der Sohn Karl (zwei Selbstmordversuche) an schweren Gemütskrankheiten. Da in der Familie auch die Launen des Frankfurter Großvaters und ihre eigenen Befindlichkeiten nicht unbekannt waren, heißt es in einem Brief der Schwiegertochter Henriette Feuerbach an ihren Sohn Anselm (Maler): „Seltsames Verhängnis – diese Familie, so überschwänglich begabt, und alle, alle unglücklich. Da ist auch kein Anhaltspunkt – der Abgrund ist geöffnet.“
Am 29. Mai 1833 starb Anselm von Feuerbach in Frankfurt am Main an den Folgen eines Schlaganfalls. Sein Grab befindet sich auf dem Frankfurter Hauptfriedhof.

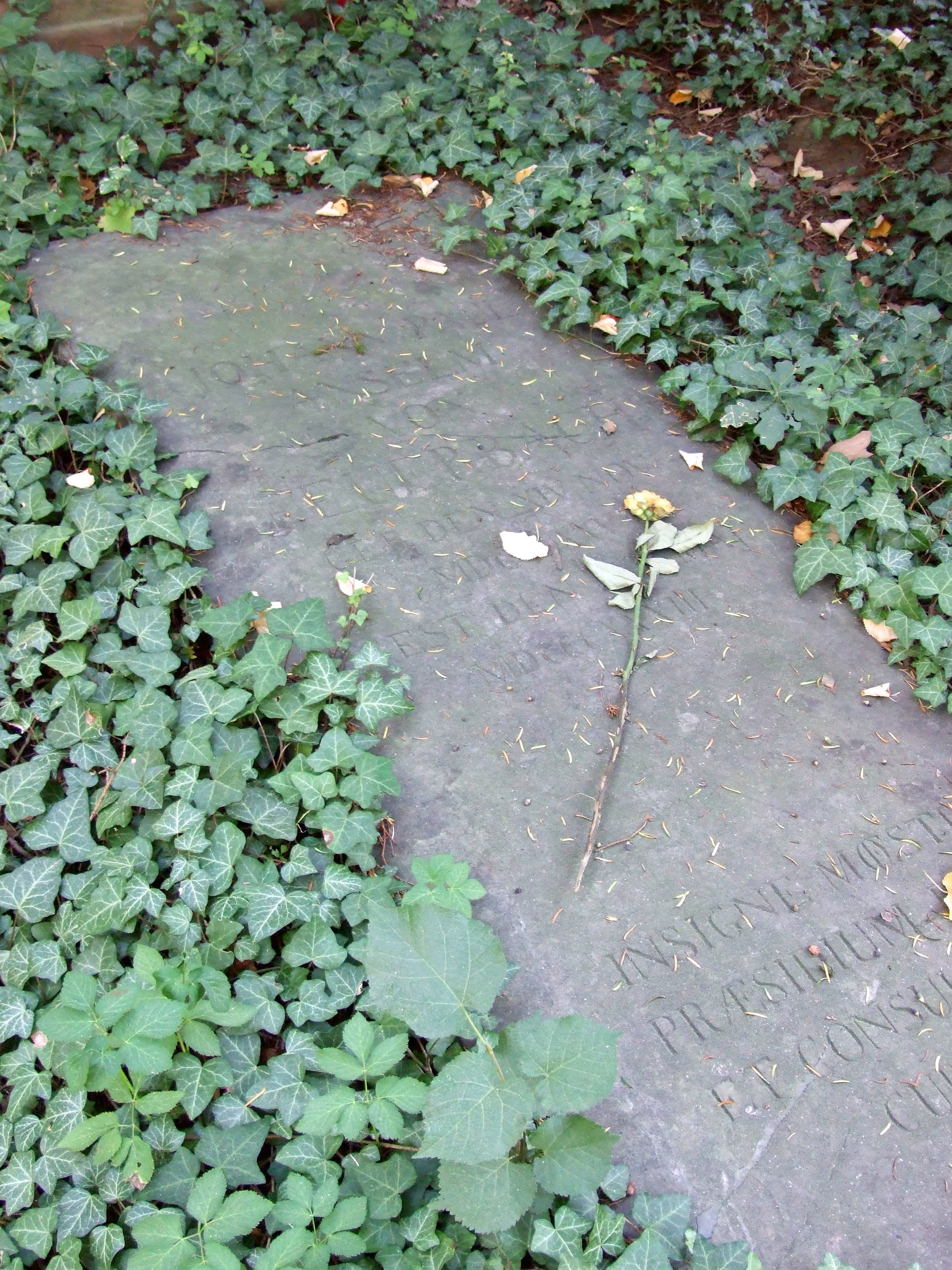
Grab in Frankfurt

## Werk und Wirkung

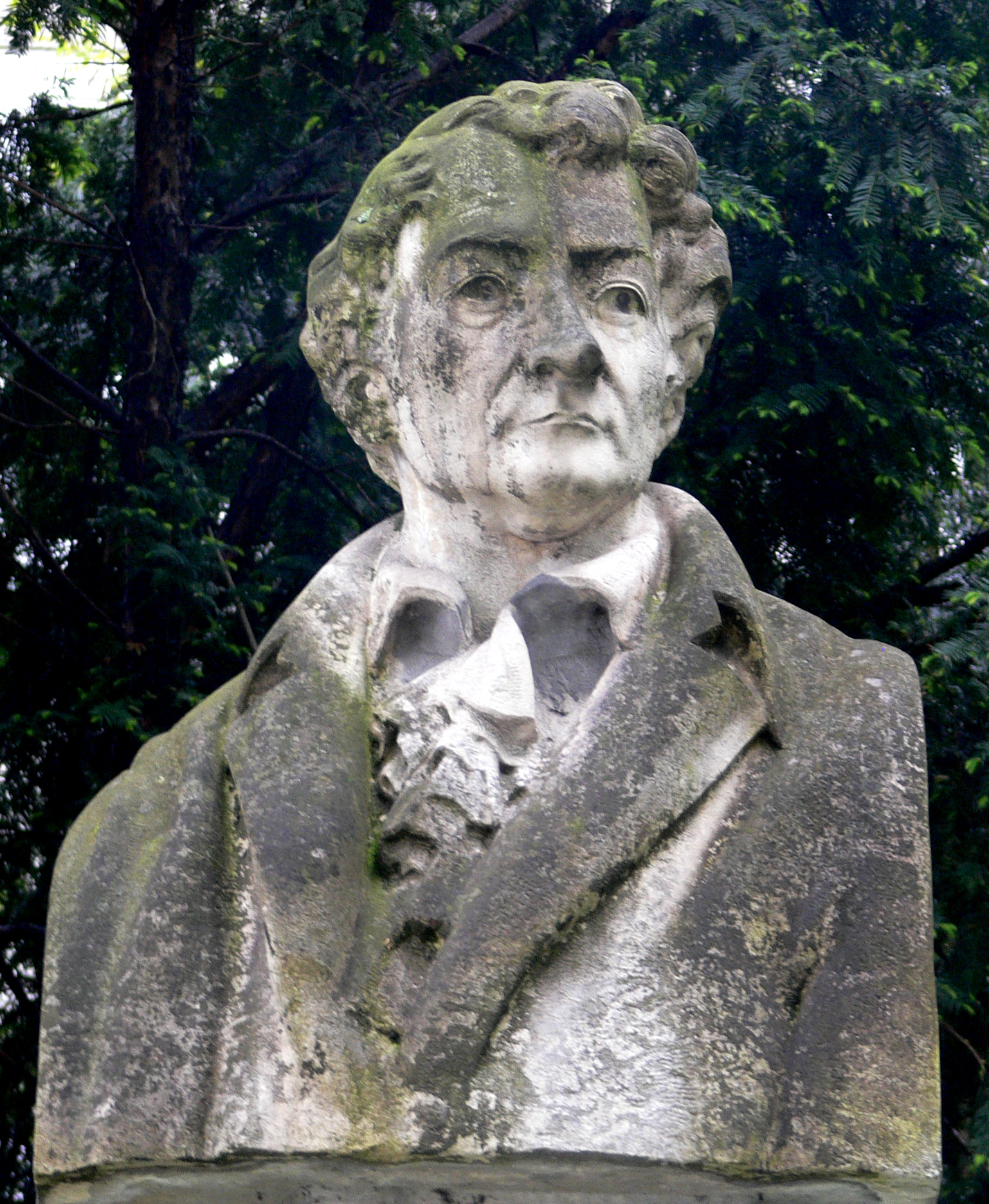
Denkmal am Fürstengraben in Jena

Feuerbachs erste schriftstellerische Versuche, philosophische Abhandlungen, sind in Meißners Zeitschrift Apollo und in Niethammers Philosophischem Journal von 1795 enthalten. Sein erstes selbständiges Werk: Über die einzig möglichen Beweisgründe gegen das Dasein und die Gültigkeit der natürlichen Rechte (Leipzig und Gera 1795), war gegen August Wilhelm Rehberg gerichtet.
Noch größeren Beifall fanden seine Werke Kritik des natürlichen Rechts  (Altona 1796), Anti-Hobbes, oder über die Grenzen der bürgerlichen Gewalt und das Zwangsrecht der Unterthanen gegen ihre Oberherren (Gießen 1798) und Revision der Grundsätze und Grundbegriffe des positiven peinlichen Rechts (Erfurt 1799 und Chemnitz 1800, 2 Teile), worin er – wie schon in der Schrift Über die Strafe als Sicherungsmittel vor künftigen Beleidigungen des Verbrechers (das 1799) und in der von ihm mit Karl Ludwig Wilhelm von Grolman und Ludwig Harscher von Almendingen herausgegebenen Bibliothek für die peinliche Rechtswissenschaft und Gesetzkunde (Göttingen 1800 und Gießen 1803, Band 2 und 3) – im Gegensatz zur Kant’schen Theorie von der Strafe, als Zweck der Strafe die Abschreckung hervorhob.
In der Zusammenschau der eben genannten Revision und seinem Lehrbuch des gemeinen, in Deutschland geltenden peinlichen Rechts (Gießen 1801) legte Feuerbach dar, dass nicht erst die Strafvollstreckung, sondern bereits die Strafandrohung davor abschrecke, Straftaten zu begehen (Abschreckungstheorie oder Feuerbach’sche Theorie). Dabei entwarf Feuerbach die Vorstellung zweier Arten von Strafprinzipien, die „zweckmäßige“ und die „kritische Strafgesetzlichkeit“. Sein Postulat nulla poena sine lege („keine Strafe ohne Gesetz“), das eine aufklärerische Forderung von Cesare Beccaria konkretisierte, bedeutete für die Strafgesetzlichkeit, dass Strafbarkeit und Strafe ausnahmslos gesetzlich bestimmt sein müssen (nullum crimen sine poena legali) und die Straftat im Gesetz genau beschrieben wird (nullum crimen sine lege). Einem richterlichen Ermessen war damit weder bei der „Annahme“ einer Straftat noch bei der „Strafzumessung“ eingeräumt, denn der Richter ist der Diener des Gesetzes. Die Grundsätze wurden Kernelemente des Rechtsstaats. Die Forderungen im Überblick:
- Gesetze müssen allgemein bekannt sein,
- Tatbestände müssen klar formuliert sein,
- die Unrechtsfolgen (Strafrahmen), müssen von vornherein feststehen.

Seinen Zivilistischen Versuchen (Gießen 1803, 1. Teil) folgte eine ausführliche Kritik des Kleinschrodschen Entwurfs zu einem peinlichen Gesetzbuch für die kurpfalzbayrischen Staaten (Gießen 1804, 3 Bände).
Durch seine Sammlung Merkwürdige Kriminalrechtsfälle (Gießen 1808 und 1811, 2 Bände; Gießen 18393) beschrieb er erstmals die psychologischen Implikationen solcher Fälle.
Kleinere Schriften aus dieser Periode sind: Über Philosophie und Empirie in ihrem Verhältnis zur positiven Rechtswissenschaft (Landshut 1804); Blick auf die deutsche Rechtswissenschaft (München 1810); Themis, oder Beiträge zur Gesetzgebung (Landshut 1812).
An seine Betrachtungen über die Geschwornengerichte (Landshut 1813) schlossen sich die Erklärung über meine angeblich geänderte Überzeugung in Ansehung der Geschwornengerichte (Jena 1819) und Über Öffentlichkeit und Mündlichkeit der gerichtlichen Verhandlungen (Gießen 1821) an. 1825 erschien in Gießen der zweite Band: Über die Gerichtsverfassung und das gerichtliche Verfahren Frankreichs.
Später veröffentlichte er noch die Aktenmäßige Darstellung merkwürdiger Verbrechen (Gießen 1828–1829, 2 Bände; Frankfurt am Main 18493) und Kleine Schriften vermischten Inhalts (Nürnberg 1833, 2 Abteilungen).
Schließlich erschien die psychologische Studie: Kaspar Hauser, Beispiel eines Verbrechens am Seelenleben des Menschen (Ansbach 1832).
In seinen Mußestunden beschäftigte er sich mit einer metrischen Übersetzung und einem Kommentar des indischen Gedichts Gita Govinda.
Sein Sohn Ludwig Feuerbach schrieb seine Biografie: Leben und Wirken A. v. Feuerbachs (Leipzig 1852, 2 Bde.).

## Schriften (Auswahl)
- Lehrbuch des gemeinen in Deutschland geltenden Peinlichen Rechts – Es handelt sich um ein Lehrbuch zum Strafrecht; mit „peinlichem Recht“ ist die Blutgerichtsbarkeit gemeint. Es sind insgesamt 14 Auflagen des Lehrbuchs erschienen; gedruckt wurden sie allesamt im Gießener Verlag von Georg Friedrich Heyer. Zu Feuerbachs Lebzeiten sind die Auflagen 1 bis 11 erschienen; nach seinem Tod wurden weitere drei Auflagen von Carl Mittermaier besorgt (Auflagen 12 bis 14). Mittermaier hat den Feuerbach’schen Originaltext unangetastet gelassen, aber in zweifacher Weise in Text eingegriffen: es wurden zusätzliche Abschnitte eingefügt und es wurden kritische und erläuternde Kommentare zum Feuerbach’schen Text hinzugegeben; alle Zusätze sind ausdrücklich kenntlich gemacht worden. Schon im Vorwort zur 12. Auflage hat Mittermaier auch Kritik an der Arbeit Feuerbachs geäußert.[34]
  - 1. Aufl. 1801 (Digitalisat und Volltext im Deutschen Textarchiv)
  - 4. Aufl. 1808 (Digitalisat via Münchener Digitalisierungszentrum)
  - 9. Aufl. 1829 (Digitalisat via Münchener Digitalisierungszentrum)
  - 11. Aufl. 1832 (Digitalisat via Münchener Digitalisierungszentrum)
  - 13. Aufl. 1840 (Digitalisat via Münchener Digitalisierungszentrum)
  - 14. Aufl. 1847 (Digitalisat via Münchener Digitalisierungszentrum)

- Merkwürdige Criminal-Rechtsfälle. 2 Bände. Tasché und Müller, Giessen 1808 und 1811. (Digitalisate)

- Revision der Grundsätze und Grundbegriffe des positiven peinlichen Rechts, Theil 1, Erfurt, Henningsche Buchhandlung, 1799. (Nachdruck der Ausgabe: Frankfurt am Main, Sauer und Auvermann 1967); Theil 2, Chemnitz, Tasché, 1800. (Nachdruck der Ausgabe: Frankfurt am Main, Sauer und Auvermann 1967); (Digitalisate).

Biographischer Nachlass
- Anselm Ritter von Feuerbachʼs Biographischer Nachlaß. Veröffentlicht von seinem Sohne Ludwig Feuerbach. Zweite, vermehrte Ausgabe Leipzig 1853. (Digitalisate)

## Ehrungen
An Feuerbach erinnert eine Statue am Nordflügel des Reichsgerichtsgebäudes in Leipzig (heute Sitz des Bundesverwaltungsgerichts) die dort neben Statuen anderer bedeutender Rechtsgelehrter, die für die Rechtseinheit wichtige Beiträge geleistet haben, steht (Eike von Repgow, Johann Jacob Moser, Johann von Schwarzenberg, Carl Gottlieb Svarez und Friedrich Carl von Savigny).
Im nördlichen Kieler Stadtteil Klausbrook erinnert seit dem 17. November 1983 eine Straßenbezeichnung an ihn. Die Ratsversammlung erinnerte damit an Feuerbachs Tätigkeit an der Universität Kiel in der Zeit von 1802 bis 1804.